# Poné a Francella
Poné a Francella é um programa de variedades argentino do gênero humor, composto por esquetes cômicas e exibido pelo Telefe de 4 de abril de 2001 a 28 de dezembro de 2002. Apresentado por Guillermo Francella, protagonista dos episódios, foi escrito por Adrián Suar.

## Elenco
- Guillermo Francella
- Florencia Peña
- Gabriel Goity
- René Bertrand
- Florencia Raggi
- Julieta Prandi
- Mariana Briski
- Roberto Carnaghi
- Alberto Fernández de Rosa
- Silvina Bosco
- Daniela Fridman
- Juan Pablo Baillinou
- Carmen Vallejo
- Toti Ciliberto
- Ana Paula Dutil
- Daniela Cardone
- Manuel Wirzt
- Luciana Salazar
- Claudia Albertario
- Pamela David
- Silvina Luna
- Diego Topa
- Sofia Zamolo